# William Smith (geolog)
William Smith, född 23 mars 1769 i Churchill, Oxfordshire, död 28 augusti 1839 i Northampton, var en engelsk geolog, ’’engelska geologins fader". 
Smith var byggmästare och "landsurveyor" samt företog därför resor i en stor del av England. Han studerade därunder inte enbart bergarterna, utan uppmärksammade även de i desamma förekommande fossilen och sammanförde just på grund av dessa senare en stor del av Englands bergartslager till ett stratigrafisk-geologiskt system samt visade, att de lager, som innesluter samma fossil, måste anses tillhöra samma period av jordens utvecklingshistoria. Han använde således den paleontologiska principen för bestämmande av olika lagers geologiska ålder.
Hans viktigaste skrifter är Strata Identified by Organized Fossils (1816-19) och Stratigraphical System of Organized Fossils (1817). Bland hans övriga arbeten märks geologiska kartor över 21 engelska grevskap. Han blev 1831 den förste mottagaren av Wollastonmedaljen.

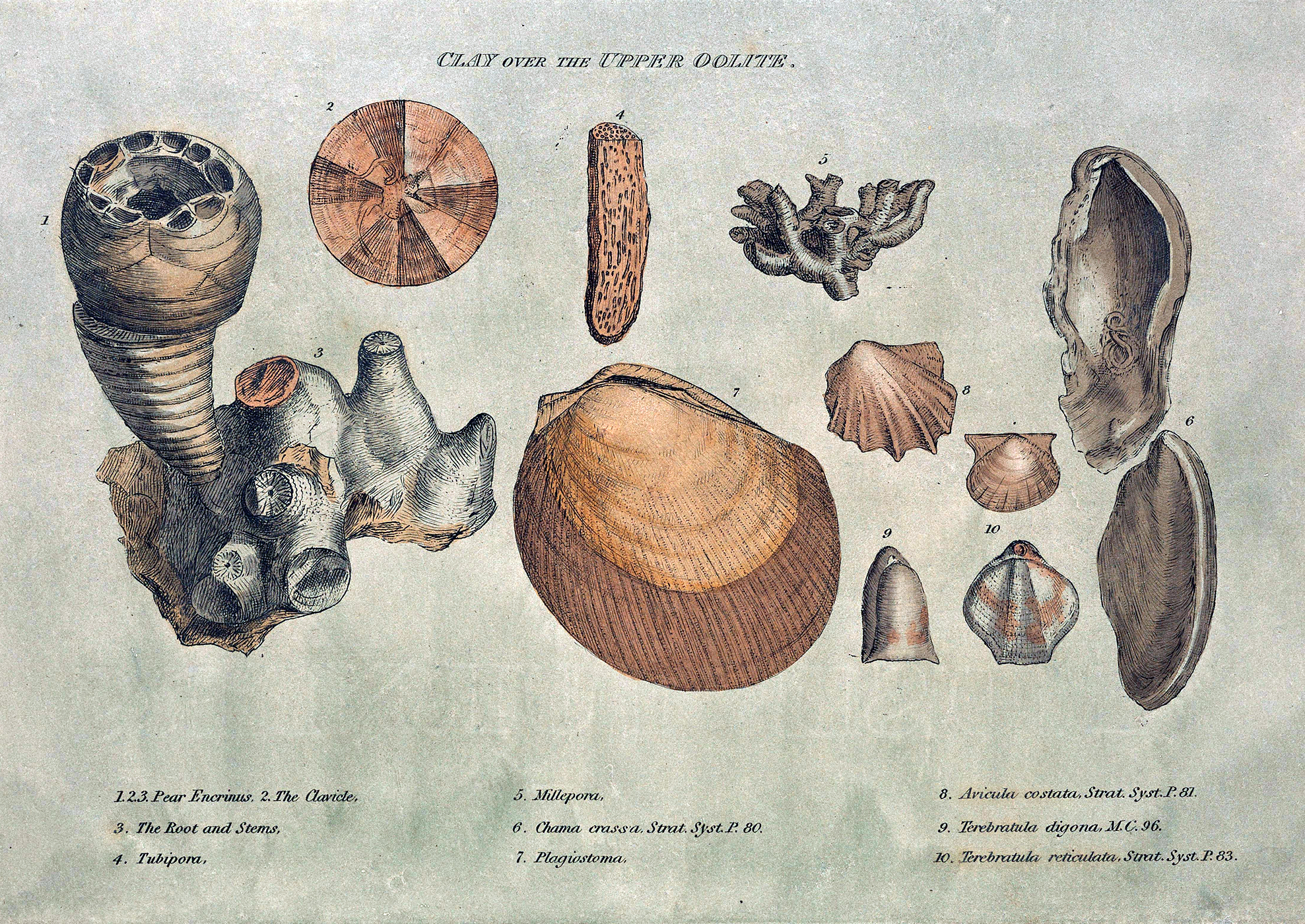
Gravyr föreställande fossil (1815)